# ショウブ属
ショウブ属 (ショウブぞく、Acorus) は単子葉植物の属の一つ。単型のショウブ科・ショウブ目に属する。

## 特徴
川などの水中に生える多年草で、北半球の熱帯から温帯に分布する。旧来、日本を含むアジアからヨーロッパと北アメリカに分布するショウブと、日本および中国の一部に分布するセキショウの2種のみだったが、北米産のショウブの亜種とされていた A. americanus が独立種に昇格したため、現在は3種とされる。
英語ではsweet flagというが、flagは「旗」の意味ではなく、剱状の葉の植物のことである。

## 分類
この属は古い新エングラー体系では、サトイモ科に含められていた。花は肉穂花序を作り、その根元には仏焔苞に当たる苞葉がある点でサトイモ科に似ている。しかし葉は平行脈で細長く、羽状脈で幅広い葉のサトイモ科とは見掛けも大きく違う。クロンキスト体系の分類ではこのような違いを重視して独立のショウブ科とした。
近年の分子系統学的分析によれば、ショウブ科はサトイモ科とはかなり離れた系統で、単子葉植物の中でも最初に分かれた（系統的には"原始的"）と考えられる。このため、APG分類体系では単独でショウブ目（Acorales）とする。